# Kiếp hoa
Kiếp hoa là một bộ phim điện ảnh tâm lý tình cảm Việt Nam năm 1953, thực hiện bởi Công ty điện ảnh Kim Chung do Doãn Thanh Hải làm đạo diễn. Trần Viết Long, chủ đoàn cải lương Kim Chung, là nhà sản xuất của bộ phim. Với các diễn viên tham gia diễn xuất gồm Kim Chung, Kim Xuân và Trần Quang Tứ, nội dung phim xoay quanh câu chuyện về hai chị em gái trên đường tản cư với người mẹ già yếu của mình.
Buổi tuyển chọn kịch bản đã tổ chức từ năm 1952, trong đó "Kiếp hoa" của Nguyễn Kim Thành được chọn để đưa vào sản xuất. Quá trình quay phim chính diễn ra trong năm 1953, với phần ngoại cảnh quay tại Hà Nội còn nội cảnh thì quay tại Hồng Kông. Đạo diễn và quay phim bộ phim đều là người Hồng Kông được Viết Long thuê về làm phim. Có tổng cộng năm ca khúc xuất hiện xuyên suốt bộ phim, trong đó bài hát "Dư âm" của Nguyễn Văn Tý được sử dụng làm ca khúc chính trong phim. Đây cũng là tác phẩm đánh dấu lần ra mắt đầu tiên ca khúc "Làng tôi" và là nhạc phẩm nổi tiếng nhất về sau này của nhạc sĩ Chung Quân.
Kiếp hoa công chiếu lần đầu vào cuối năm 1953 tại hai rạp Đại Nam và Bắc Đô ở Hà Nội. Sau khi phát hành, bộ phim đã có được sự đón nhận nồng nhiệt nhưng cũng vấp phải không ít tranh luận trong giới chuyên môn và người xem. Doanh thu phim được tiết lộ với con số lớn nhất lên đến 10 triệu đồng và trở thành bộ phim thành công nhất năm. Thời điểm công chiếu tại miền Nam, tác phẩm cũng gây ra một cơn "sốt vé" và được cho là khởi nguồn của nghề bán vé chợ đen tại Việt Nam.
Là bộ phim thu thanh trực tiếp đầu tiên của Việt Nam, Kiếp hoa đã đánh một dấu mốc mới cho ngành Điện ảnh Việt Nam cũng như kéo theo những hãng phim tư nhân khác bỏ vốn mời đạo diễn và quay phim Hồng Kông thực hiện các cuốn phim thành công về sau này. Vào năm 2012, Viện phim Việt Nam hoàn tất việc tu sửa hình ảnh cho phim ở độ phân giải 2K từ bản gốc do nghệ sĩ Kim Chung gửi tặng trước khi qua đời. Tác phẩm cũng góp mặt trong danh sách 101 bộ phim Việt Nam hay nhất của nhà phê bình điện ảnh Lê Hồng Lâm.

## Bối cảnh
Vào năm 1944, nghệ sĩ cải lương Kim Chung đã kết hôn với Trần Viết Long (nghệ danh Trần Lang; 1922 – 2003), một công tử nhà giàu Hà Nội, ở tuổi 21. Năm 1950, hai người cùng nhau thành lập một đoàn cải lương mang tên của bà.
Ở bối cảnh xã hội khi đó, thành phố Hà Nội đang bị Pháp tạm chiếm, các phương tiện phim ảnh bị hạn chế. Trước khi bộ phim ra đời, hình thức cải lương ở Hà Nội đang trong giai đoạn phát triển nhất và điện ảnh vẫn là một bộ môn nghệ thuật mới mẻ với công chúng. Tuy lúc này đã có nhiều người mở công ty hợp tác với nước ngoài hoặc tự sản xuất phim chiếu rạp nhưng lại hiếm có tác phẩm thành công. Vào năm 1953, nhờ các mối quan hệ của mình, Viết Long đã móc nối những nhà làm phim ở Hồng Kông về để thực hiện bộ phim Kiếp hoa. Công ty điện ảnh Kim Chung được thành lập để sản xuất bộ phim. Thời điểm đó, vì chưa có đạo diễn, chưa có nhà quay phim chính chuyên nên Kiếp hoa chỉ là một dự án phim mang tính gia đình.

## Nội dung
Mở đầu phim là bốn câu thơ của Trần Viết Long:
| “ | Phụ tình tri-kỷ, hỏi vì ai? Cảnh thế xui nên, luống ngậm ngùi Chiếc bách giữa dòng, cam phận bạc, Suối vàng ai thấu, nỗi căm đời? | ” |

Trên đường tản cư, Ngọc Lan, Ngọc Thủy cùng người mẹ già yếu của mình may mắn gặp Thiện – một người lạ không quen biết – cho ở nhờ. Với lòng hào hiệp sẵn có, Thiện đã che chở cho họ và giành được mối thiện cảm trong Ngọc Lan. Thế rồi những tháng ngày êm đềm kéo dài không lâu. Cha Thiện nhắn chàng về Hà Nội. Phút chia tay, Thiện và Lan đã trao ảnh làm tin. Nhưng ngay sau đó, mẹ của Lan và Thủy qua đời vì bạo bệnh. Chiến sự xảy ra, hai chị em phải rời nơi tá túc. Họ trở về Hà Nội tìm Thiện nhưng không gặp được. Không nhà cửa, tiền bạc cũng hết nhẵn, hai cô gái tội nghiệp đã tìm đến gánh hát Kim Chung thi tuyển diễn viên nhưng không được chào đón. Đang bơ vơ không chốn tựa nương, họ lại gặp Tam, chủ một quán mì, giúp đỡ. Hai chị em xin ở nhờ, đồng thời giúp việc cho quán mì của Tam.
Trong thời gian làm việc ở đây, Lan gặp được Nhạc, một người bạn của Thiện. Chính Thiện đã đưa ảnh Lan cho Nhạc, nhờ anh đi tìm Lan. Mê mẩn bởi dung nhan xinh đẹp của Lan, Nhạc nảy sinh dã tâm cướp người thương của bạn mà tin cho cô rằng Thiện đã chết vì đạn lạc. Và rồi Nhạc nhận phải từ Lan một cái tát khi tìm cách tỏ tình với cô. Viện cớ mong Lan khỏa khuây nỗi muộn phiền, Tam mời hai chị em đi xem cải lương ở rạp Kim Chung. Khi bức màn sân khấu hạ xuống, Tam chuốc rượu cho Lan say rồi giở trò đồi bại. Thất thân với Tam, cô đành cắn răng chấp nhận lấy Tam làm chồng để tránh điều tiếng. Bởi Tam cũng không giấu ý định muốn cưới nốt Thủy làm vợ, Lan và Thủy đã quyết định rời bỏ hàng mì. Sau một đêm lang thang ngoài vỉa hè, hai cô gái đáng thương tình cờ gặp lại bà hàng xóm cũ. Bà cho họ một số vốn để làm ăn rồi mở hàng thuốc lá bên vệ đường.
Đến một ngày nọ, có chiếc xe mui trần màu trắng rất sang trọng ghé vào mua thuốc lá. Chàng công tử vận đồ trắng trên xe chính là Thiện. Thoạt đầu Lan cố lẩn tránh, nhưng sau cùng cô đã chấp nhận lời cầu hôn của Thiện. Trong tiệc cưới, Lan nhận ra người bồi bưng khay rượu mừng chính là bạn của Tam. Sợ quá khứ bị bại lộ, hại đến thanh danh Thiện và gia đình, Lan đã lén bỏ đi trong đêm. Giữa đêm mưa, Thủy gặp ác mộng khi mơ thấy chị bị một bức tường sập xuống đè lên người, cô thổn thức nhớ chị không sao ngủ nổi, Thiện bước lại giường an ủi. Cả hai trông ra cửa sổ nhìn cơn mưa tầm tã như nước mắt tủi hờn.

## Diễn viên
- Kim Chung vai Ngọc Lan
- Kim Xuân vai Ngọc Thủy
- Trần Quang Tứ vai Thiện
- Ngọc Toàn vai Nhạc
- Trần Đình Sửu vai Nguyễn Tam
- Nhã Ái vai Mẹ Lan và Thủy
- Tiền Phong vai Bố Lan và Thủy
- Phúc Lai vai Quản lý
- Tư Vững vai Phúc
- Hậu Thuẫn vai Cha Thiện
- Văn Minh vai Lục

## Sản xuất
Từ năm 1952, công ty điện ảnh Kim Chung đã tổ chức buổi tuyển chọn kịch bản phim. Tuy có đến 300 kịch bản được gửi tới dự thi, Trần Viết Long, đồng thời là nhà sản xuất dự án, chỉ chọn "Kiếp hoa" của Nguyễn Kim Thành. Lúc đầu bộ phim định giao cho đạo diễn người Pháp Claude Bernard-Aubert đảm nhận nhưng do những giới hạn về kinh tế, ông chỉ đào tạo căn bản về khái niệm điện ảnh cho các diễn viên và ê-kíp làm phim người Việt. Viết Long sau đó đã mời được ba người từ Hồng Kông về để làm phim. Theo Tiêu Lang, em trai Viết Long, thì Tiền Phong (tên thật Từ Khánh Phụng) – một dịch giả gốc Minh Hương chuyên dịch truyện kiếm hiệp Hồng Kông – là người môi giới cho ông Long tìm được ê-kíp làm phim bên đó. Ông cũng đảm nhận diễn vai bố nhân vật Ngọc Lan và Ngọc Thủy trong phim. Đạo diễn của bộ phim sau này là Doãn Thanh Hải và nhà quay phim là Bạch Anh Tài (hay "ông Pạc"), đều là người Hồng Kông.
Để sản xuất bộ phim, mọi nguồn nhân lực, vật lực đoàn cải lương Kim Chung đã được tận dụng tối đa. Kinh phí phim, ước tính vào khoảng 3 triệu đồng Đông Dương, lấy từ doanh thu đoàn cải lương. Hầu hết các vai diễn trong phim đều do diễn viên xuất phát từ các đoàn cải lương, chèo đảm nhiệm. Những diễn viên của đoàn ban ngày thì đóng phim, buổi tối vẫn đi diễn cải lương bình thường. Hai vai nữ chính lần lượt được giao cho Kim Chung và Kim Xuân, em dâu Viết Long; cả hai đều đang là những ngôi sao cải lương nổi tiếng. Riêng vai nam chính phim lại dành riêng cho một cự phú ở Hà Nội là Trần Quang Tứ vì ông đủ chiều cao để tương xứng với bạn diễn Kim Chung.
Quá trình ghi hình Kiếp hoa diễn ra trong năm 1953. Cuốn phim có độ dài 106 phút. Phần ngoại cảnh của phim hoàn toàn quay ở Hà Nội còn phần nội cảnh thì quay tại Hồng Kông, với dàn diễn viên quần chúng đều là người Hoa. Vì phải di chuyển giữa hai nơi thường xuyên nên cứ vài ngày, tiền bán vé cải lương được gom lại đổi thành tiền đô la Hồng Kông để đem sang đó làm phim. Trong quá trình thực hiện tác phẩm, diễn viên Kim Xuân đã phải làm việc với đạo diễn thông qua một thông dịch viên. Đáng chú ý, bối cảnh nhà nhân vật Thiện được sắp đặt y như nội thất trong nhà của Viết Long đang ở lúc đó tại tòa biệt thự số 84 trên phố Nguyễn Du, Hà Nội. Bộ phim được sản xuất cùng thời điểm với một dự án khác khi đó là Bến cũ. Để ra mắt trước Bến cũ, Viết Long đã đẩy nhanh tiến độ làm phim, thực hiện bộ phim bằng phim 35mm đen trắng. Theo ông Lang, Bến cũ tuy là phim màu, nhưng chỉ là phim 16mm quay bằng máy cầm tay nên độ chuyên nghiệp kém hơn công nghệ làm phim của Kiếp hoa. Âm thanh bộ phim được thu tiếng ngay tại hiện trường, là phim Việt Nam đầu tiên làm điều này.

## Nhạc phim
Có tổng cộng năm ca khúc xuất hiện xuyên suốt bộ phim, bao gồm "Làng tôi" của Chung Quân, "Dư âm" của Nguyễn Văn Tý, "Cây đàn bỏ quên" của Phạm Duy, "Nhạc đường xa" của Phạm Duy Nhượng và "Giọt mưa thu" của Đặng Thế Phong. Trong số này có bốn bài hát là nhạc phẩm nổi tiếng khi đó. Riêng ca khúc "Làng tôi" được Chung Quân sáng tác từ năm 1952, lần đầu được chọn để làm bài hát nền cho phim trong một cuộc thi tổ chức bởi Công ty điện ảnh Kim Chung, với đề tài sáng tác nói về quê hương và con người Việt Nam. Thời điểm bài hát ra đời, Chung Quân mới 16 tuổi; đây được coi là ca khúc thành công nhất của nhạc sĩ và về sau tên tuổi ông chỉ được nhắc đến với tác phẩm này. Phần nhạc điệu ca khúc được sử dụng cho các phân cảnh ở nông thôn.
Ca khúc chính của bộ phim là bài "Dư âm", ra đời năm 1949. Bài này được hát trọn vẹn bởi Kim Chung và Kim Xuân trong một cảnh phim. Giai điệu ca khúc còn dùng cho các cảnh đô thị cũng như vang lên tại nhiều phân cảnh tình cảm giữa hai nhân vật nam nữ chính. Bài "Giọt mưa thu" thì được sử dụng trong những cảnh chạy loạn lạc trong phim. Tại phân cảnh quán cà phê, "Cây đàn bỏ quên" đã được cất lên bởi nhân vật Nhạc khi tán tỉnh Ngọc Lan. Thực hiện nhạc mở đầu phim là nhạc sĩ Thẩm Oánh.

## Công chiếu và doanh thu
Kiếp hoa ra rạp khoảng tháng 10 năm 1953, trước Bến cũ khi đó gần một tháng. Để quảng bá cho bộ phim, Trần Viết Long đã thuê một máy bay dân dụng thả các tờ quảng cáo phim xuống quanh hồ Hoàn Kiếm, thu hút sự chú ý từ mọi người. Về sau, đây vẫn được coi là cách tiếp thị phim độc đáo và vô cùng hiệu quả mà "chưa phim Việt Nam nào sánh được". Bộ phim lần đầu công chiếu tại hai rạp Đại Nam trên phố Huế và Bắc Đô trên phố Hàng Giấy, Hà Nội, cũng như tại thành phố Hải Phòng. Hai phim chỉ phát chênh nhau nửa giờ: cứ xong một cuộn ở rạp này liền có người chạy mobilet mang sang rạp kia chiếu tiếp.
Ngày khởi chiếu, khán giả Hà Nội đã "ùn ùn kéo đến" để xem phim, các suất chiếu cũng luôn "đông kín người". Bộ phim được ghi nhận là "ăn khách" tại Hà Nội và số tiền thu về từ tác phẩm đủ để giúp Trần Viết Long mua đứt tòa biệt thự mà ông đang ở khi đó. Doanh thu của bộ phim được tiết lộ với con số 5 triệu đồng, thậm chí cao nhất lên tới 10 triệu đồng Đông Dương, đưa Kiếp hoa trở thành dự án phim thành công nhất trong năm 1953. Đến năm 1954, sau hiệp định Genève, đất nước bị chia cắt, vợ chồng Viết Long đã di cư vào Nam và công chiếu bộ phim tại Sài Gòn; Kiếp hoa được chiếu cùng lúc tại hai rạp Nam Quang và Nam Việt, tạo nên một cơn "sốt" vé và thậm chí được cho là khởi đầu của nghề bán vé chợ đen tại Việt Nam. Sau sự thành công này, Viết Long đã mua cho em dâu của mình, nữ diễn viên Kim Xuân, một chiếc nhẫn kim cương một cara thay vì trả tiền cát xê; sau này bà bán đi được 5 triệu đồng, gộp vào số tiền 13 triệu đồng để mua căn nhà số 46 ở phố Bát Đàn.

## Đón nhận và đánh giá

### Đương thời
Ngay từ khi ra mắt, Kiếp hoa đã thu về sự đón nhận nồng nhiệt cùng bàn luận sôi nổi từ giới chuyên môn lẫn người xem. Việc công chiếu bộ phim là một sự kiện nghệ thuật đình đám tại Hà Nội đương thời. Diễn xuất của Kim Xuân đã nhận đánh giá khen ngợi và được ví với nhân vật Thúy Vân trong Truyện Kiều. Bộ phim cũng được cho là "cháy vé" bởi Kim Xuân. Có ý kiến nhận xét phần thể hiện ca khúc bởi Kim Chung và Kim Xuân là "quyến rũ nhất trong bộ phim". Thậm chí, hình tượng hai nữ diễn viên sau này đã trở thành chuẩn mực và biểu tượng phụ nữ Hà Nội xưa.
Nhìn chung, những ý kiến từ số đông khán giả lúc đó đều dễ dàng bỏ qua khiếm khuyết của bộ phim vì đây là một tác phẩm điện ảnh Việt Nam hiếm hoi ra đời trong giai đoạn bị hạn chế bởi chính quyền vùng tạm chiếm. Tuy nhiên, có một bộ phận trí thức khi ấy vẫn nêu ra nhiều yếu điểm xuất hiện ở kĩ thuật và nội dung, tư tưởng nghệ thuật phim. Trong một bài báo của H.S đăng trên báo Tia Sáng số ra ngày 9 tháng 10 năm 1953, tác giả ngoài dành lời khen ngợi cho đoàn phim và thực tế bộ phim sản xuất dưới thời chiến vẫn cho rằng phim do quay ở những hai quốc gia khác nhau nên được xây dựng "thiếu phần chặt chẽ, khiến có lúc diễn xuất câu chuyện ý nhị hóa ra lỏng lẻo, thiếu liên tục". Người viết cũng nhận xét ánh sáng của phim "không đều [...] Cách bài trí, phục sức với một vài cảnh hơi "xi-nê" hóa, thành ra hơi xa sự thực" và phần lời thoại "cần phải nghiên cứu sâu sắc hơn nữa". Trực Tín của báo Dân mới cùng có một quan điểm, nêu thêm rằng khâu âm thanh của phim và đài từ, diễn xuất diễn viên, ngoại trừ Kim Xuân và Kim Chung, còn kém, đồng thời cho rằng lý do thuê người ngoại quốc làm phim khiến các ngoại cảnh trong phim "đáng lẽ phải khêu gợi kích thích lắm [...] chỉ là những tấm "cạt bốt tan" [card poster] im lìm, lẩn trốn trong những ngăn hốc bụi bặm". Nhưng tác giả cũng điểm ra vài mặt sáng của bộ phim, như "trình bày lờ mờ được ít nhiều màu sắc dân tộc" hay diễn tả phần nào "cảnh huống tiêu cực của một hạng phụ nữ Việt Nam trong một giai đoạn lịch sử máu lửa".
Ở một nhận xét tiêu cực hơn, cây bút L.D.H đã viết bài phê bình Kiếp hoa trên Tia Sáng số phát hành ngày 16 tháng 10 cùng năm, trong đó đánh giá chất lượng tổng thể của bộ phim "không hơn không kém" và rằng phim sở hữu "một cốt truyện tầm thường quá [...] Đề tài tình ái vẩn vơ, thương xót ấy quả là lỗi thời lắm rồi". Đặt trong hoàn cảnh chiến tranh đạn lạc khi này, tác giả chỉ trích hãng phim Kim Chung khi "quay một cuốn phim nội dung quá kém cỏi, thoái bộ":
| “        | [...] cuộc đời ở nước ta đang có những bước tiến gấp. Bao nhiêu là mồ hôi, nước mắt, bao nhiêu là tâm tư, bao nhiêu là xương máu đang được tận dụng phụng sự tổ quốc, hay rõ hơn vì nhân sinh. Chỉ có khai khẩn trong lĩnh vực đó mới đạt tới độ phụng sự xã hội nhân sinh mà thôi. Bằng không sẽ bị lạc hướng, trở thành một món xa xỉ phẩm, vô bổ đối với nhân sinh xã hội. Ngoài ra [bộ phim] còn đắc tội với lịch sử nữa là khác, vì không ít thì nhiều nó sẽ gieo rắc những tình cảm riêng tư vị kỷ, lầm lỗi trong đầu óc con người Việt Nam mới. Và nếu chỉ xem một cuốn phim người ta đã đủ đoán nổi trình độ văn minh của một nước thì chúng tôi thử hỏi sau đây nếu cuốn phim Kiếp hoa được mang trình bày ra nước ngoài, người ngoại quốc sẽ hiểu người Việt Nam về lưng chừng thế kỷ XX này thế nào? Chắc không không ngoài ý nghĩ: dân Việt Nam đắm chìm trong tình yêu đương than sót! Chỉ thế thôi. | ” |
| — L.D.H, | |   |

### Hậu thế
Trái ngược với các ý kiến tranh cãi đương thời, những nhà phê bình điện ảnh và báo chí đời sau lại có cái nhìn tích cực hơn về tác phẩm. Nhiều người đã coi phim là bản khắc họa rõ nét đời sống người dân Hà Nội thời điểm trước năm 1954. Viết cho Đài Á Châu Tự Do, biên tập viên Ngành Mai trong một bài phân tích vào năm 2010 đã gọi bộ phim là "cuốn phim đầu tay hoàn hảo về kỹ thuật và khá điêu luyện về diễn xuất". Bài viết trên Báo Văn hóa thì nhận định Kiếp hoa đánh một dấu mốc mới cho ngành Điện ảnh Việt Nam khi vốn đã bắt đầu từ những năm 30, 40 của thế kỷ 20 nhưng hầu hết đều thất bại và non yếu về mặt kỹ thuật kể chuyện. Bài báo cũng cho biết Kiếp hoa mang tinh thần của một câu chuyện tình "ủy mị", "ngang trái" giống như những vở cải lương mà đoàn Kim Chung thường diễn, với chất lãng mạn, trữ tình trong phim được thể hiện qua các bản nhạc nổi tiếng đương thời. Trong cuốn sách Người tình không chân dung, nhà phê bình điện ảnh Lê Hồng Lâm nhận xét rằng tác phẩm sở hữu bố cục và thông điệp của một bộ phim truyện chặt chẽ, trong đó kịch bản có nhiều thắt mở nút tạo cao trào kịch tính với "mở và kết bộ phim theo một vòng tròn khép kín". Dù vậy, diễn xuất của các diễn viên trong phim vẫn còn bị nhận xét là mang nặng tính sân khấu trong động tác, dáng đi. Chính Kim Chung sau này đã tự điểm lại những lỗi diễn xuất, phục trang của bà khiến vai diễn có nhiều đoạn trở nên gượng ép và thổ lộ muốn được trở lại thời điểm đóng phim để "làm lại từ đầu".
Tại mục nội dung "Sức mạnh của sự thiếu" – trích từ ấn bản năm 2019 về chuỗi chương trình điện ảnh tổ chức vào tháng 1 cùng năm, thuộc dự án Di sản Văn hóa Hướng đến sự Phát triển Đồng đều của British Council – nhà biên kịch Đỗ Văn Hoàng đã chỉ ra điểm đặc trưng trong lối diễn xuất của diễn viên khi "cách đài từ, nhấn nhá rõ âm rõ chữ, luyến láy giả thanh rất đặc trưng sân khấu truyền thống của Việt Nam" và đánh giá lối diễn này là "một thủ pháp hợp lý, bởi các diễn viên đều được đào luyện về kỹ thuật cải lương hay chèo một cách chuẩn mực". Tuy vậy, tác giả cũng nêu ra những hạn chế khiến bộ phim không nhằm đến mục tiêu là một phim ca nhạc dù có nhiều cảnh ca hát được đánh giá là "vô cùng tự nhiên", bởi "tiếng nói không khớp hoàn toàn [...] âm nền không phong phú, tiếng động cơ bản thuộc ranh giới, còn âm thanh ngoài ranh giới chuyện kể không nhiều và không dày". Sự thiếu những âm thanh thực trong tác phẩm đã được nhà biên kịch nói như một sự "mô tả chính xác thực tại của Hà Nội ngày đó, sự im lặng nói nhiều hơn tất cả, mỗi tiếng động dù nhỏ nhất luôn khiến người ta phải giật mình". Ngoài đề cập đến âm thanh phim, tác giả còn chỉ ra những thiếu sót ở phim như "không có ngôn ngữ điện ảnh phong phú, dàn cảnh sơ sài, không có yếu tố về phong cách phim, không tồn tại nhịp điệu về hình ảnh thông qua yếu tố dựng phim", nhưng vẫn đánh giá cao cách ghi hình của bộ phim khi "toát lên tính ngây thơ [...] thể hiện mong muốn ghi lại được càng nhiều càng tốt các hình ảnh đẹp trong một dự cảm lụi tàn về Hà Nội" và nhận định rằng Kiếp hoa có "giá trị tư liệu nhiều hơn giá trị nghệ thuật".

## Di sản

Áp phích phim năm 1974

Kiếp hoa được coi là bộ phim điện ảnh tư nhân Việt Nam đầu tiên thành công ở hai miền Nam Bắc. Sự thành công về mặt thương mại của tác phẩm kéo theo những hãng phim tư nhân khác bỏ tiền mời ê-kíp bên Hồng Kông về làm phim và cho ra đời những cuốn phim như: Nghệ thuật và hạnh phúc, Phạm Công – Cúc Hoa... Các tài liệu về lịch sử điện ảnh Việt Nam đã ghi nhận sự thành công của bộ phim cả về doanh thu lẫn nghệ thuật, đồng thời cho biết nhờ số tiền này mà đoàn Kim Chung phát triển ổn định trong một thời gian dài. Bộ phim cho đến nhiều thập kỷ sau vẫn nhận được sự quan tâm từ công chúng vì những hình ảnh của phim về khung cảnh Hà Nội xưa và nội dung phản ánh thân phận người phụ nữ trong bối cảnh thời ly loạn. Phim sau này được chiếu lại nhiều lần, cho đến buổi chiếu cuối cùng là vào năm 1974 tại Hà Nội và thời điểm đó tiếp tục thu hút đông đảo khán giả đến xem.
Sau thành công của Kiếp hoa, Trần Viết Long đã dự định làm tiếp một phim khác mang tên Trống mái, chuyển thể từ tiểu thuyết cùng tên của Nguyễn Tường Tam và Khái Hưng, song vì sự kiện Genève năm 1954 nên Viết Long cùng vợ Kim Chung đã đem một phần đoàn cải lương chuyển vào miền Nam để hoạt động, còn ở miền Bắc thì để cho em trai đảm nhận, sau đó định cư sang Pháp và đến năm 1981 mới trở về nước lần đầu để thăm lại họ hàng. Kiếp hoa vì thế là bộ phim đầu tiên và cũng là cuối cùng do Trần Viết Long làm ra. Năm 1985, Viết Long đã về nước bàn bạc với con rể nghệ sĩ Tiêu Lang, NSND Nguyễn Hữu Tuấn, để làm một bộ phim, nhưng sau đó kế hoạch không thành vì lúc đó đầu tư của Việt kiều chưa được đón nhận. Trước đó, vợ chồng nghệ sĩ Tiêu Lang từng nhận từ anh trai một bản phim Kiếp hoa. Sau này ông vẫn đem cuộn phim đi chiếu nhiều nơi bằng cách đưa cho một người chuyên buôn bán phim đem đến các rạp chiếu. Tuy nhiên vì người này có dính dáng đến chính trị nên sau đó bị khám nhà và các cuốn phim bị tịch thu, trong đó có cả bộ phim. Phía công an đã gửi cuốn phim về Viện Tư liệu Phim Việt Nam (nay là Viện phim Việt Nam) và tại đây bộ phim được lưu giữ cẩn thận trong nhiều năm.
Vào năm 2012, Viện phim Việt Nam đã hoàn tất việc tu sửa hình ảnh cho Kiếp hoa ở độ phân giải 2K từ bản gốc do nghệ sĩ Kim Chung gửi tặng trước khi qua đời. Bộ phim sau đó cũng góp mặt ở vị trí đầu tiên trong cuốn sách 101 bộ phim Việt Nam hay nhất của nhà phê bình điện ảnh Lê Hồng Lâm.